# Величское викариатство
Величское викариатство — титулярное викариатство в Болгарской и в Македонской православных церквях.
Титул «Величского» многократно засвидетельствован в письменных памятниках (например, в месецослове Асеманова Евангелия под 27 июля) как архиерейский титул святителя Климента Охридского, так как возглавленная им Драговитийская епархия вероятно имела своим центром Дебарцу известную также как Велица.
С X века Величская епархия упоминается среди десяти епископий, подчиненных митрополиту Филиппопольскому.
После святителя Климента титул не встречается ни разу вплоть до хиротонии в 1873 году Серафима (Кинова). Впоследствии титул епископа Величского стал использоваться для викариев Болгарской церкви.

## Епископы в Болгарской православной церкви
- Серафим (Кинов) (22 октября 1872 — 30 апреля 1873)
- Парфений (Иванов) (сентябрь 1875 — 26 января 1892)
- Мефодий (Кусев) (24 апреля 1894 — 14 июля 1896)
- Неофит (Караабов) (21 июня 1909 — 26 октября 1914)
- Иларион (Арабаджиев) (25 октября 1917 — 11 июня 1922)
- Михаил (Чавдаров) (28 апреля 1924 — 10 апреля 1927)
- Андрей (Петков) (20 апреля 1929 — 26 июля 1947)
- Панкратий (Дончев) (18 декабря 1966 — 12 июля 1967)
- Филарет (Игнатов) (30 июня 1968 — 23 мая 1971)
- Каллиник (Александров) (6 декабря 1971 — 10 ноября 1974)
- Иоанникий (Неделчев) (20 апреля 1975 — 13 апреля 1980)
- Иосиф (Босаков) (7 декабря 1980 — 17 апреля 1986)
- Галактион (Табаков) (6 июля 1986 — 18 мая 1992)
- Галактион (Табаков) (12 декабря 1995 — 27 февраля 2000) (второй раз)
- Сионий (Радев) (с 24 марта 2007)

## Епископы в Македонской православной церкви
- Гавриил (Парнаджиев) (28 августа 1989 — 12 января 1990)
- Агафангел (Станковский) (12 июля 1998 — 26 ноября 2000)
- Мефодий (Златанов) (21 июня 2005 — 22 июня 2006)
- Иосиф (Тодоровский) (7 октября 2012 — 17 сентября 2013)
- Николай (Трайковский) (с 21 января 2024)

## Епископы вАльтернативном синоде
- Галактион (Табаков) (18 мая 1992 — 12 декабря 1995), принёс покаяние

## Епископы в Сербской православной церкви
- Мефодий (Попоский) (13 марта 1966 — 18 июля 1967)
- Иоаким (Йовческий) (29 ноября 2003 — 16 августа 2004)